# Ana Pacatiuș
Ana Pacatiuș (n. 2 august 1939, Iablanița, România) este o interpretă de folclor din Banat.
A cântat pe scenă alături de mari interpreți de folclor: Maria Tănase, Ion Cristoreanu, Ioana Radu, Ion Luican, Aurelia Fătu Răduțu, Lucreția Ciobanu, Rodica Bujor etc.
A activat ca artist profesionist la numeroase ansambluri: Ansamblul "Banatul", "Balada Cernei" , "Timișul" etc. cu care a avut numeroase turnee în tară și peste hotare.
Și-a îregistrat la Radio și Electrecord doinele si cântecele sale acompaniată de dirijori de prestigiu precum Paraschiv Oprea, Ionel Budișteanu, Victor Predescu etc.
În prezent are profesia de dascăl la Școala de arte "Ștafeta generațiilor" în cadrul Centrului de Cultură și Artă Timiș.

În data de 3 septembrie 1980, Ana Pacatiuș participă alături de Elena Jurjescu și alții la o serie de spectacole susținute în Sibiu, alături de Ansamblul de Muzică Populară Timișoara. Concertele de muzică populară bănățeană se intitulează ”Vatră de cânte străbun”. În anul 1988, Ana Pacatiuș participă alături de Nicoleta Voica, Ana Munteanu, Petrică Moise, Vasile Conea, Traian Jurchelea, Gheorghe Ieremici și Nicu Novac la o serie de concerte sub titlul de ”Stelele cântecului bănățean”. Concertele au loc în zilele de 16 iunie 1988 la Mediaș și 17 iunie la Sibiu. Alături de soliștii amintiți, au participat și Andreea Voica, Zoe Zaica și Monica Stiopoane.

## Discografie
Discografia Anei Pacatiuș
Discuri Electrecord
- 1963 - "Busuioc Mîndru Răsare"
- 1964 - "Badea-l Meu E Bănățean"
- 1968 - "Marie, Marie"
- 1977 - "Pe Munte La Semenic"
- 1992 - "Cînt Cu Suflet, Pentru Suflet"
- 1997 - "Dorul Badei Mă Topește"
- 2007 - "Ana Mea,Draga Mea" [4]